# Nokia 9300i
Nokia 9300i – telefon komórkowy należący do grupy smartfonów firmy Nokia z serii 80. Następca telefonu Nokia 9300.
Jest wyposażony w pełną klawiaturę (QWERTY) i dwa wyświetlacze o 65 536 kolorach (wewnętrzny wyświetlacz w wymiarach 640×200 pikseli). Działa na bazie systemu operacyjnego Symbian 7.0 series 80.
Praktycznie jest to klon telefonu Nokia 9300 z tym że dodana jest obsługa Wi-fi i słownik T9 w module telefonu.

## Funkcje
- Trzy zakresy (GSM 900/1800/1900).
- Słownik t9 w module telefonu
- Wi-fi
- Bluetooth
- Szybka transmisja danych przez EGPRS (EDGE)
- Funkcje wiadomości: poczta elektroniczna z załącznikami, SMS-y, MMS-y
- Aplikacje do pracy z dokumentami, arkuszami kalkulacyjnymi i prezentacjami
- RealPlayer, MP3, radio internetowe, www, organizer, kalkulator